# Bostrychoplites peltatus
Bostrychoplites peltatus är en skalbaggsart som beskrevs av Pierre Lesne 1899. Bostrychoplites peltatus ingår i släktet Bostrychoplites och familjen kapuschongbaggar. Inga underarter finns listade i Catalogue of Life.